# Sam Kuhn
Sam Kuhn (Bainbridge Island, 7 de fevereiro de 1989) é um cineasta norte-americano.